# Brock (postać)

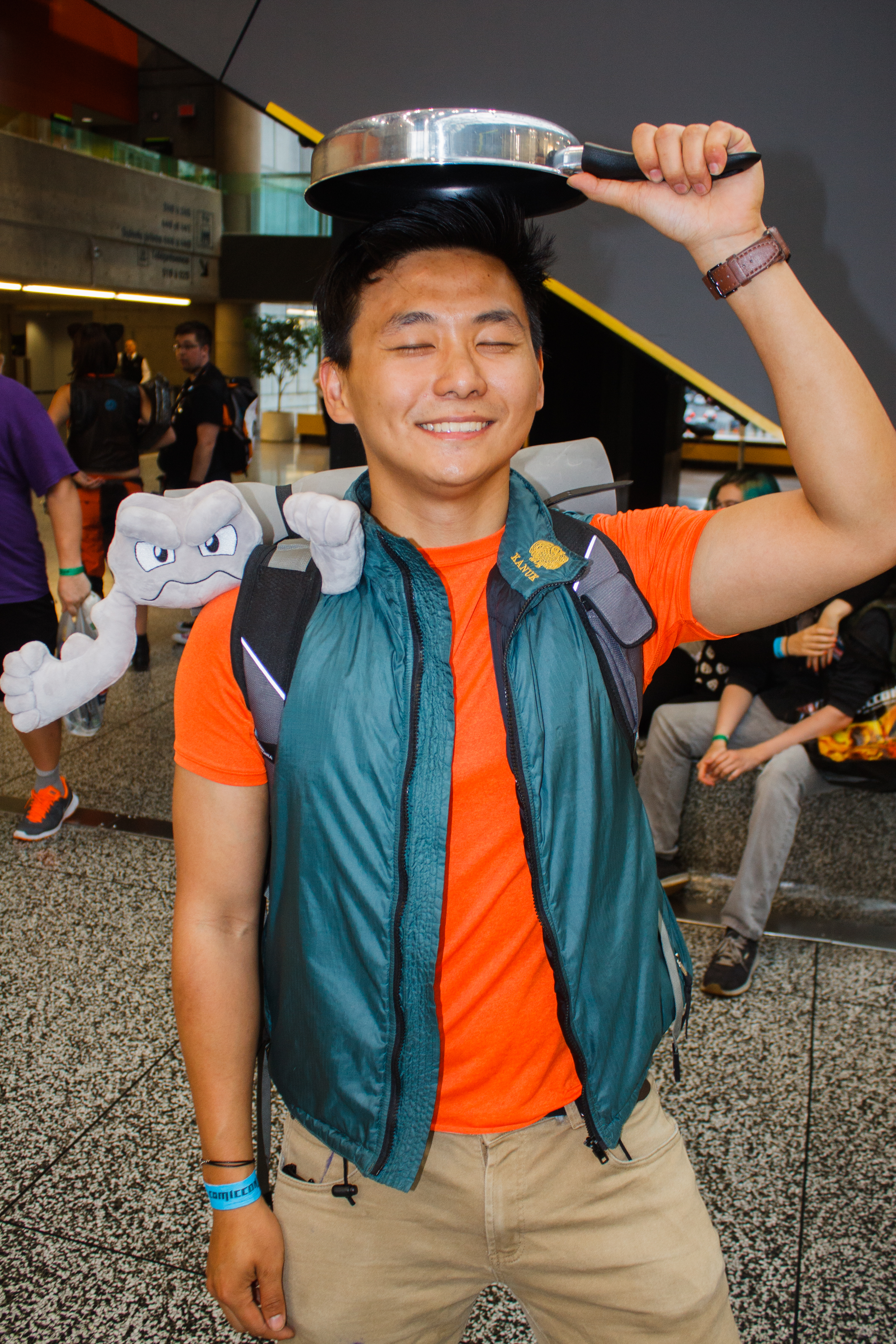
Cosplay Brock'a, Montreal Comiccon (2016)

Brock (jap. Takeshi) – fikcyjna postać ze świata Pokémon, jeden z głównych bohaterów anime pod tym samym tytułem.
Brock to były lider Stadionu Pokémon w Marmorii (specjalność: Pokémony kamienne). Jego ojciec opuścił rodzinę, by zostać trenerem Pokémon, natomiast matka zmarła. Z tego powodu Brock musiał opiekować się dziesięciorgiem rodzeństwa.

## Pokémony

### Pokémony, które ma
- Sudowoodo
- Croagunk
- Chansey

### Pokémony, które ma w domu
- Marshtomp
- Ludicolo
- Forretress
- Steelix
- Crobat
- Geodude

### Pokémony, które miał
- Vulpix

### Pokémony, które wyewoluowały
- Happiny (ewoluowała w Chansey)
- Bonsly (ewoluował w Sudowoodo)
- Onix (ewoluował w Steelixa)
- Mudkip (ewoluował w Marshtompa)
- Lombre (ewoluował w Ludicolo)
- Lotad (ewoluował w Lombre)
- Pineco (ewoluował w Forretressa)
- Golbat (ewoluował w Crobata)
- Zubat (ewoluouwał w Golbata)